# Liste der geschützten Landschaftsbestandteile im Saarpfalz-Kreis
Die Liste der geschützten Landschaftsbestandteile im Saarpfalz-Kreis nennt die geschützten Landschaftsbestandteile in den Städten und Gemeinden im Saarpfalz-Kreis im Saarland. Geschützte Landschaftsbestandteile sind Elemente aus der Natur und Landschaft, die zur Erhaltung, Wiederherstellung und Entwicklung unter Schutz gestellt werden. Weitere Bedeutung haben sie als Habitate für bestimmte wild lebende Tier- und Pflanzenarten.

## Bexbach
| Bild | Bezeichnung   | Ort           | Beschreibung | Fläche (ha) | Koord.                       | Kennung         |
| ---- | ------------- | ------------- | ------------ | ----------- | ---------------------------- | --------------- |
|      | Im Bösbruchel | Bexbach       | Feuchtgebiet | 1,01        | 49° 20′ 29,3″ N, 7° 15′ 1″ O | GLB-094-SPK-BEX |
|      | Felsenrech    | Niederbexbach | Heckenzug    |             |                              | GLB-096-SPK-BEX |

## Blieskastel
| Bild | Bezeichnung       | Ort         | Beschreibung          | Fläche (ha) | Koord.                         | Kennung alte Kennung    |
| ---- | ----------------- | ----------- | --------------------- | ----------- | ------------------------------ | ----------------------- |
|      | Auf der Kahlhecke | Blieskastel | Kalk-Halbtrockenrasen | 0,87        | 49° 14′ 6,6″ N, 7° 14′ 20,4″ O | GLB-093-SPK-BLI 6.06.01 |

## Homburg
| Bild | Bezeichnung | Ort     | Beschreibung    | Fläche (ha) | Koord.                          | Kennung         |
| ---- | ----------- | ------- | --------------- | ----------- | ------------------------------- | --------------- |
|      | Zollbahnhof | Homburg | Industriebrache | 12          | 49° 19′ 11,6″ N, 7° 18′ 57,2″ O | GLB-105-SPK-HOM |

## Kirkel
| Bild | Bezeichnung                         | Ort             | Beschreibung | Fläche (ha) | Koord.                          | Kennung         |
| ---- | ----------------------------------- | --------------- | ------------ | ----------- | ------------------------------- | --------------- |
|      | Feuchtbrache östlich der Kläranlage | Kirkel Altstadt | Feuchtgebiet |             | 49° 18′ 53,4″ N, 7° 17′ 16,4″ O | GLB-095-SPK-KIR |

## Mandelbachtal
| Bild | Bezeichnung                             | Ort                 | Beschreibung                         | Fläche (ha) | Koord.                          | Kennung         |
| ---- | --------------------------------------- | ------------------- | ------------------------------------ | ----------- | ------------------------------- | --------------- |
|      | Stangenwald bei Gräfinthal              | Bliesmengen-Bolchen | Schluchtwald                         | 3,9         | 49° 9′ 53,1″ N, 7° 7′ 32,3″ O   | GLB-106-SPK-MAN |
|      | Steinbruch Sommerberg                   | Bliesmengen-Bolchen | Kalkhalbtrockenrasen, Wiese, Gehölze | 3,8         | 49° 9′ 37,1″ N, 7° 6′ 36,7″ O   | GLB-107-SPK-MAN |
|      | Vogelschutzgebiet Bliesaue              | Bliesmengen-Bolchen | Weichholzaue, Wiese, Gehölze         | 4,7         | 49° 8′ 30,8″ N, 7° 6′ 18,6″ O   | GLB-108-SPK-MAN |
|      | Feuchtbrache Am Mühlenberg              | Erfweiler-Ehlingen  | Feuchtgebiet                         | 0,75        | 49° 11′ 47,4″ N, 7° 9′ 40″ O    | GLB-109-SPK-MAN |
|      | Jägerspfuhl auf dem Hölschberg          | Erfweiler-Ehlingen  | Feuchtgebiet                         | 0,21        | 49° 12′ 37,5″ N, 7° 11′ 58,5″ O | GLB-110-SPK-MAN |
|      | Steinbruch am Sommerberg                | Erfweiler-Ehlingen  | Kalkhalbtrockenrasen, Wiese, Gehölze | 2,9         | 49° 11′ 24,7″ N, 7° 11′ 13,9″ O | GLB-111-SPK-MAN |
|      | Feuchtbrache in den Wolkerswiesen       | Habkirchen          | Feuchtgebiet                         | 0,2         | 49° 7′ 37,4″ N, 7° 8′ 38,8″ O   | GLB-112-SPK-MAN |
|      | Mardelle an der Ziegelhütte             | Ommersheim          | stehendes Gewässer, Feuchtgebiet     | 0,08        | 49° 12′ 48,2″ N, 7° 9′ 51,6″ O  | GLB-113-SPK-MAN |
|      | Mardellen im Bettelwald und Allmendwald | Ommersheim          | stehendes Gewässer, Feuchtgebiet     | 1,2         | 49° 12′ 43,9″ N, 7° 9′ 32,5″ O  | GLB-114-SPK-MAN |
|      | Oberthal                                | Ommersheim          | stehendes Gewässer, Feuchtgebiet     | 12          | 49° 14′ 21,4″ N, 7° 10′ 19,6″ O | GLB-115-SPK-MAN |
|      | Kleingewässer im Kirchenwald            | Ommersheim          | stehendes Gewässer, Feuchtgebiet     | 0,3         | 49° 11′ 9,9″ N, 7° 8′ 54,6″ O   | GLB-116-SPK-MAN |
|      | Mardellen im Bettelwald                 | Ommersheim          | stehendes Gewässer, Feuchtgebiet     | 1,2         | 49° 12′ 33,5″ N, 7° 9′ 7″ O     | GLB-117-SPK-MAN |
|      | Mardelle auf dem Mühlenberg             | Ommersheim          | stehendes Gewässer, Feuchtgebiet     | 0,02        | 49° 11′ 39,6″ N, 7° 9′ 6″ O     | GLB-118-SPK-MAN |
|      | Feuchtgebiet im Bruch                   | Wittersheim         | stehendes Gewässer, Feuchtgebiet     | 0,4         | 49° 11′ 2″ N, 7° 10′ 1,1″ O     | GLB-119-SPK-MAN |
|      | Ober der Rohrwies                       | Bebelsheim          | Feuchtgebiet                         | 4,1         | 49° 10′ 19,1″ N, 7° 9′ 14″ O    | GLB-120-SPK-MAN |
|      | Wallhecke Priorspitze                   | Bebelsheim          | Heckenzug                            | 1,0         | 49° 9′ 55,7″ N, 7° 8′ 55,5″ O   | GLB-121-SPK-MAN |